# Comerica Park
Comerica Park – stadion baseballowy w Detroit, na którym swoje mecze rozgrywa zespół Detroit Tigers. Arena All-Star Game w 2005 roku.
Budowę stadionu rozpoczęto w październiku 1997, a jego otwarcie nastąpiło 11 kwietnia 2000 roku. Rekordową frekwencję zanotowano 26 lipca 2008; spotkanie z Chicago White Sox obejrzało 45 280 widzów.
Na Comerica Park miały miejsce również koncerty; zagrali na nim między innymi Eminem, Jay-Z, The Rolling Stones, Bruce Springsteen, Kid Rock, Bon Jovi i Paul McCartney, Kiss, Aerosmith, Maroon 5, Katty Perry, Lynyrd Skynyrd, Alice in Chains.